# Frank Zappa Plays the Music of Frank Zappa: A Memorial Tribute
Albums de Frank Zappa
Läther
(1996) Everything Is Healing Nicely
(1999)
Frank Zappa Plays the Music of Frank Zappa: A Memorial Tribute est un album posthume de Frank Zappa sorti le 31 octobre 1996 sous le label Barking Pumpkin. Cet album, produit par Dweezil Zappa, est à l'origine une sélection faite par Frank Zappa lui-même, qui choisit trois morceaux qu'ils considéraient comme représentatifs de sa signature. L'album se construit de la façon suivante : un morceau joué en concert, suivi du même, mais issu d'un travail en studio (exception faite de Black Napkins qui est présenté comme un titre studio, mais qui est en réalité un morceau joué en concert).

## Liste des titres
1. Black Napkins — 7 min 10 s - enregistré à Ljubljana, à l'époque de la Yougoslavie, le 22 novembre 1975
  - FZ — lead guitar
  - Terry Bozzio — drums
  - Napoleon Murphy Brock — vocals
  - Norma Bell — vocals
  - André Lewis — keyboards
  - Roy Estrada — bass
2. Black Napkins — 4 min 15 s - version issue de l'album Zoot Allures, version elle-même issue d'un concert donné à Osaka, au Japon, le 3 février 1976
  - FZ — lead guitar
  - Terry Bozzio — drums
  - Napoleon Murphy Brock — vocals
  - André Lewis — keyboards, vocals
  - Roy Estrada — bass, vocals
3. Zoot Allures — 15 min 45 s - enregistré à Tokyo, au Japon, le 5 février 1976
  - FZ — lead guitar
  - Terry Bozzio — drums
  - André Lewis — keyboards
  - Roy Estrada — bass
4. Merely A Blues In A — 7 min 26 s - enregistré au Palais des sports de Paris, le 27 septembre 1974
  - FZ — guitar
  - Chester Thompson — drums
  - Tom Fowler — bass
  - Napoleon Murphy Brock — tenor sax and vocals
  - George Duke — keyboards and vocals
5. Zoot Allures — 4 min 05 s - version issue de l'album Zoot Allures, enregistré entre mai et juin 1976
  - FZ — lead guitar
  - Terry Bozzio — drums
  - Dave Parlato — bass
  - Ruth Underwood — marimba
  - Lou Anne Neill — harp
6. Watermelon In Easter Hay — 6 min 41 s - enregistré à Eppelheim, en Allemagne, le 24 février 1978
  - FZ — lead guitar, voice
  - Terry Bozzio — drums
  - Patrick O'Hearn — bass
  - Tommy Mars — keyboards
  - Peter Wolf — keyboards
  - Ed Mann — percussion
  - Adrian Belew — rhythm guitar
7. Watermelon In Easter Hay — 8 min 42 s - version issue de l'album Joe's Garage, enregistré entre avril et juin 1979
  - FZ — lead guitar, voice
  - Terry Bozzio — drums
  - Patrick O'Hearn — bass
  - Tommy Mars — keyboards
  - Peter Wolf — keyboards
  - Ed Mann — percussion
  - Adrian Belew — rhythm guitar

## Production
- Production : Dweezil Zappa, Gail Zappa
- Ingénierie : Spencer Chrislu, Frank Zappa, Dweezil Zappa, Dave Dondorf, Joe Travers
- Direction musicale : Frank Zappa
- Conception pochette : Tracy Veal
- Graphisme artistique de couverture : Matt Groening